# Ronried

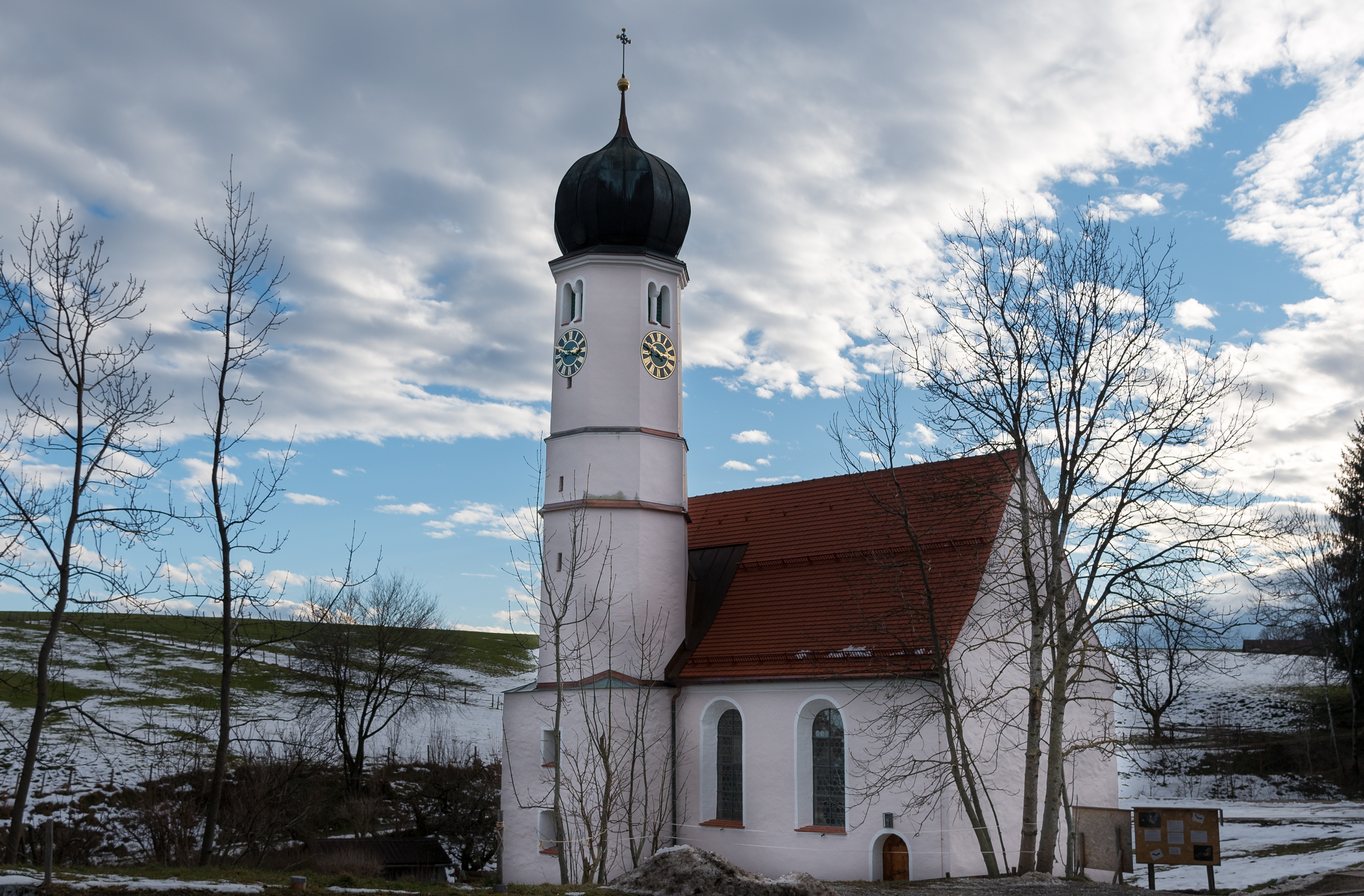
St.-Hilaria-Kapelle

Ronried ist ein Ortsteil von Marktoberdorf auf der Gemarkung Leuterschach.
Das Dorf mit etwa 155 Einwohnern liegt etwa sechs Kilometer südlich der Stadtmitte. Ronried liegt 765 Meter über dem Meeresspiegel. 1242 wurde der Ort erstmals erwähnt.
Die Anfänge der Ronrieder Kapelle gehen ins Mittelalter zurück. Der Bau war ursprünglich der seligsten Jungfrau, den Heiligen Afra und Sebastian sowie den 14 Nothelfern geweiht. Erst seit der Mitte des 17. Jahrhunderts wird die Heilige Hilaria (die Mutter der Heiligen Afra) als Patronin genannt. Eine Urkunde von 1498 berichtet, dass der Augsburger Bischof Friedrich von Zollern für Spenden zur Wiederherstellung einen Ablass von 40 Tagen erteilte.  Die schlichte katholische Kapelle wurde um 1500 erbaut und 1679 erweitert. Der mit einer zwiebelförmigen Haube gedeckte Turm wurde 1846 um sein achteckiges Oberteil erhöht. Die Innenausstattung stammt aus dem 19. Jahrhundert. Die Altäre entstanden um 1680. Das Bild des Choraltares wurde Ende der 1970er durch ein neues ersetzt, die Seitenaltäre erhielten Figuren von Josef und Maria – alle drei Motive schuf Otto Kobel. 2016 bis 2018 wurde die Kapelle aufwendig renoviert.
Der Ort gehörte ursprünglich zur Pfarrei Wald und wurde erst 1845 nach Leuterschach umgesprengelt.

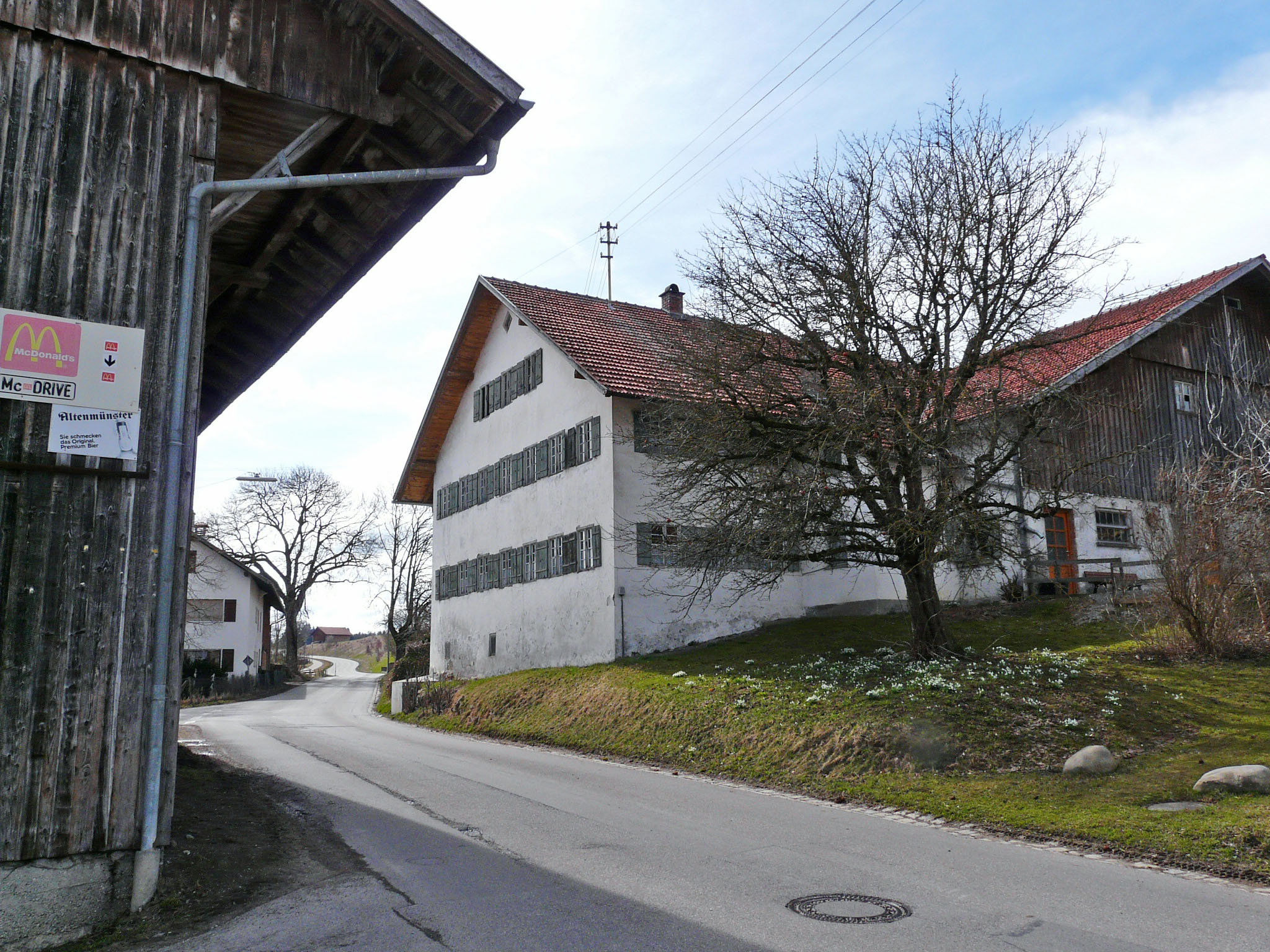
Ronried – frühere Ortsdurchfahrt 2010

2015 wurde die Ortsdurchfahrt der Kreisstraße OAL 23 u. a. unter dem Verlust historischer Bausubstanz aus dem 18. Jahrhundert (Bickelhof, 1788) verbreitert.